# 瀨上明
瀨上明（10月12日—），女性，日本漫畫家，東京都出身。

## 作品
- 吞神傳說、全1冊、原名
- 青春萌芽（日语：キス☆クラ）、全2冊、原名《キス☆クラ》
- 影虎（日语：KAGETORA）、全11冊、原名《KAGETORA》
- 奏~夢中情人（日语：奏 〜かなで〜）、全9冊、原名

## 外部連結
- （日語）
- 瀨上明的X（前Twitter）